# 언리얼 시티
언리얼 시티(Unreal City)는 이탈리아의 파르마에서 결성된 프로그레시브 록 밴드이다. 

## 개요
2008년에 엠마누엘레 타라스코니(Emanuele TARASCONI, key)와 프란체스카 차네타(Francesca ZANETTA, gt)가 결성했으며 4명 라인업을 갖추어 2013년에 데뷔작을 내었다. 
그들은 멜로트론과 무그 등을 이용하여 과거의 사운드를 지향하지만 그것을 현재적으로 해석하려고 한다. 가사에서는 오이디푸스 컴플렉스나 의식과 무의식의 세계를 노래하는 등 초현실적인 면을 드러낸다. 이런 여러 면들은 이탈리아 심포닉 프로그레시브 록과 고딕 사운드가 겹쳐져서 만들어진 것이다.
2018년 4월 28일 내한공연이 결정되었다.

## 음반 목록
- 2013 La Crudeltà Di Aprile bc
- 2015 Il Paese Del Tramonto
- 2017 Frammenti Notturni